# La Vialadiau
La Viala-Diau (en francès La Villedieu) és un municipi francès situat al departament de la Cruesa i a la regió de la Nova Aquitània.

## Demografia
| 1962                                       | 1968 | 1975 | 1982 | 1990 | 1999 | 2007 |
| ------------------------------------------ | ---- | ---- | ---- | ---- | ---- | ---- |
| 67                                         | 91   | 72   | 55   | 53   | 43   | 46   |
| Des de 1962: població sense dobles comptes |      |      |      |      |      |      |

## Administració
| Període | Identitat         | Partit |
| ------- | ----------------- | ------ |
| 2001    | Thierry Letellier |        |